# Chapelle Sainte-Marie de Għargħur
La chapelle Sainte-Marie est une chapelle catholique située à Għargħur, à Malte.

## Historique
Construite en 1571 par un certain Bernarda Cauchi, d'où le surnom de l'église Ta' Bernarda, elle est reconstruite en 1675.